# كأس الخليج للمنتخبات الأولمبية 2014
كأس الخليج للمنتخبات الأولمبية 2014 هي النسخة السادسة من كأس الخليج للمنتخبات الأولمبية التي أقيمت في في المنامة عاصمة البحرين. مبدئيا كان من المقرر أن تستضيف قطر البطولة في سبتمبر 2014 ولكن في وقت لاحق نقلت البطولة إلى البحرين حيث أقيمت في يناير 2015. تعتبر البطولة استعداد للمنتخبات الستة لتصفيات بطولة آسيا تحت 23 سنة لكرة القدم 2016. تأخرت إقامة مباريات الدورين النصف النهائي والنهائي لعدة أيام بسبب وفاة ملك السعودية عبد الله بن عبد العزيز آل سعود.

## القرعة
أجريت القرعة في 4 يونيو 2014.
| المجموعة 1                                | المجموعة 2                             |
| ----------------------------------------- | -------------------------------------- |
| الكويت · قطر · الإمارات العربية المتحدة · | البحرين (المستضيف) · عمان · السعودية · |

## الدور الأول

### المجموعة 1
| المنتخب                  | لعب | فاز | تعادل | خسر | له | عليه | الفارق | النقاط |
| ------------------------ | --- | --- | ----- | --- | -- | ---- | ------ | ------ |
| الإمارات العربية المتحدة | 2   | 1   | 1     | 0   | 2  | 0    | +2     | 4      |
| الكويت                   | 2   | 1   | 0     | 1   | 3  | 2    | +1     | 3      |
| قطر                      | 2   | 0   | 1     | 1   | 0  | 3    | −3     | 1      |

| الإمارات العربية المتحدة         | 2–0 | الكويت |
| -------------------------------- | --- | ------ |
| يوسف أحمد 71' · علي سالمين 90+2' |     |        |

| الكويت                                            | 3–0 | قطر |
| ------------------------------------------------- | --- | --- |
| أحمد الطراروة 23' · أحمد حزم 56' · محمود محمد 60' |     |     |

| قطر | 0–0 | الإمارات العربية المتحدة |
| --- | --- | ------------------------ |
|     |     |                          |

### المجموعة 2
| المنتخب  | لعب | فاز | تعادل | خسر | له | عليه | الفارق | النقاط |
| -------- | --- | --- | ----- | --- | -- | ---- | ------ | ------ |
| عمان     | 2   | 1   | 1     | 0   | 3  | 2    | +1     | 4      |
| السعودية | 2   | 1   | 0     | 1   | 5  | 5    | 0      | 3      |
| البحرين  | 2   | 0   | 1     | 1   | 2  | 3    | −1     | 1      |

| البحرين                    | 2–3 | السعودية                                                       |
| -------------------------- | --- | -------------------------------------------------------------- |
| علي حسن 47' · محمد مطر 51' |     | عبد المجيد الصليهيم 32' · أحمد النضري 77' · محمد السياري 90+1' |

| السعودية                              | 2–3 | عمان                                     |
| ------------------------------------- | --- | ---------------------------------------- |
| عبد العزيز البيشي 63' · أحمد عيسى 72' |     | حاتم الرشيدي 9'، 43' · خالد الحمداني 48' |

| البحرين | 0–0 | عمان |
| ------- | --- | ---- |
|         |     |      |

## النصف النهائي
| الإمارات العربية المتحدة | 1–1 | السعودية       |
| ------------------------ | --- | -------------- |
| خلفان الشامسي 25'        |     | فيصل الخراع 6' |

| عمان            | 1–1 | الكويت              |
| --------------- | --- | ------------------- |
| عمر الفزاري 42' |     | أحمد حزام الشمري 7' |

## تحديد الخامس والسادس
| البحرين                                             | 2–1 | قطر                 |
| --------------------------------------------------- | --- | ------------------- |
| محمد عادل عبد الله 73' · علي عبد الرسول العصفور 85' |     | أحمد علاء الدين 29' |

## تحديد الثالث والرابع
| الإمارات العربية المتحدة   | 1–2 | عمان                                    |
| -------------------------- | --- | --------------------------------------- |
| سعيد جاسم صالح 67' (ركلة.) |     | أحمد السيابي 49' · محمد فرج الرواحي 79' |

## المباراة النهائية
| السعودية | 5–2 | الكويت                                |
| --- | --- | ------------------------------------- |
| عبد العزيز علي البيشي 32' · محمد الصيعري 40' · أحمد عيسى الناظري 67' · عبد المجيد الصليهم 74' (ركلة.) · مازن عثمان 90+4' |     | أحمد حزام الشمري 46'، 86' (ضربة جزاء) |